# Salomé Báncora
Salomé Báncora, née le 28 février 1993 à Buenos Aires, est une skieuse alpine argentine. Elle court dans les disciplines techniques (slalom et slalom géant).

## Biographie
Elle découvre le ski à l'âge de six ans.
Représentant le club Andino Bariloche, Báncora fait ses débuts internationaux dans la Coupe sud-américaine en 2008, puis prend part aux Championnats du monde junior 2009.
En 2011, l'Argentine découvre le plus hait niveau aux Championnats du monde à Garmisch-Partenkirchen, où elle finit le slalom au 40e rang. 
En 2012, elle monte sur son premier podium dans la Coupe sud-américaine. Un an plus tard, elle devient gagnante d'une manche de slalom dans cette compétition et gagne son premier titre de championne d'Argentine en slalom.
En 2014, elle se qualifie pour ses seuls Jeux olympiques à Sotchi, terminant le slalom au 25e rang et le slalom géant au 47e rang. En 2014-2015, elle fait ses débuts dans la Coupe d'Europe, y marquant des points en slalom.
En décembre 2015, elle s'élance pour la première fois en Coupe du monde à Åre, en slalom géant et slalom spécial. Dans la discipline du slalom, elle devient la skieuse numéro une en Amérique du Sud.
Son meilleur résultat aux Championnats du monde est 37e du slalom en 2015 à Beaver Creek.
Elle prend sa retraite sportive en 2018, après avoir manqué la sélection pour les Jeux olympiques de Pyeongchang.

## Palmarès

### Jeux olympiques d'hiver
| Épreuve / Édition | Sotchi 2014 |
| Slalom géant      | 47e         |
| Slalom            | 25e         |

### Championnats du monde
| Épreuve / Édition | Garmisch-Partenkirchen 2011 | Schladming 2013 | Beaver Creek 2015 | Saint-Moritz 2017 |
| Slalom géant      | 76e                         | 49e             | 46e               | 40e               |
| Slalom            | 40e                         | 53e             | 37e               | 39e               |

### Championnats d'Argentine
- Championne du slalom en 2013, 2014 et 2016.
- Championne du slalom géant en 2015.